# Bruinkool

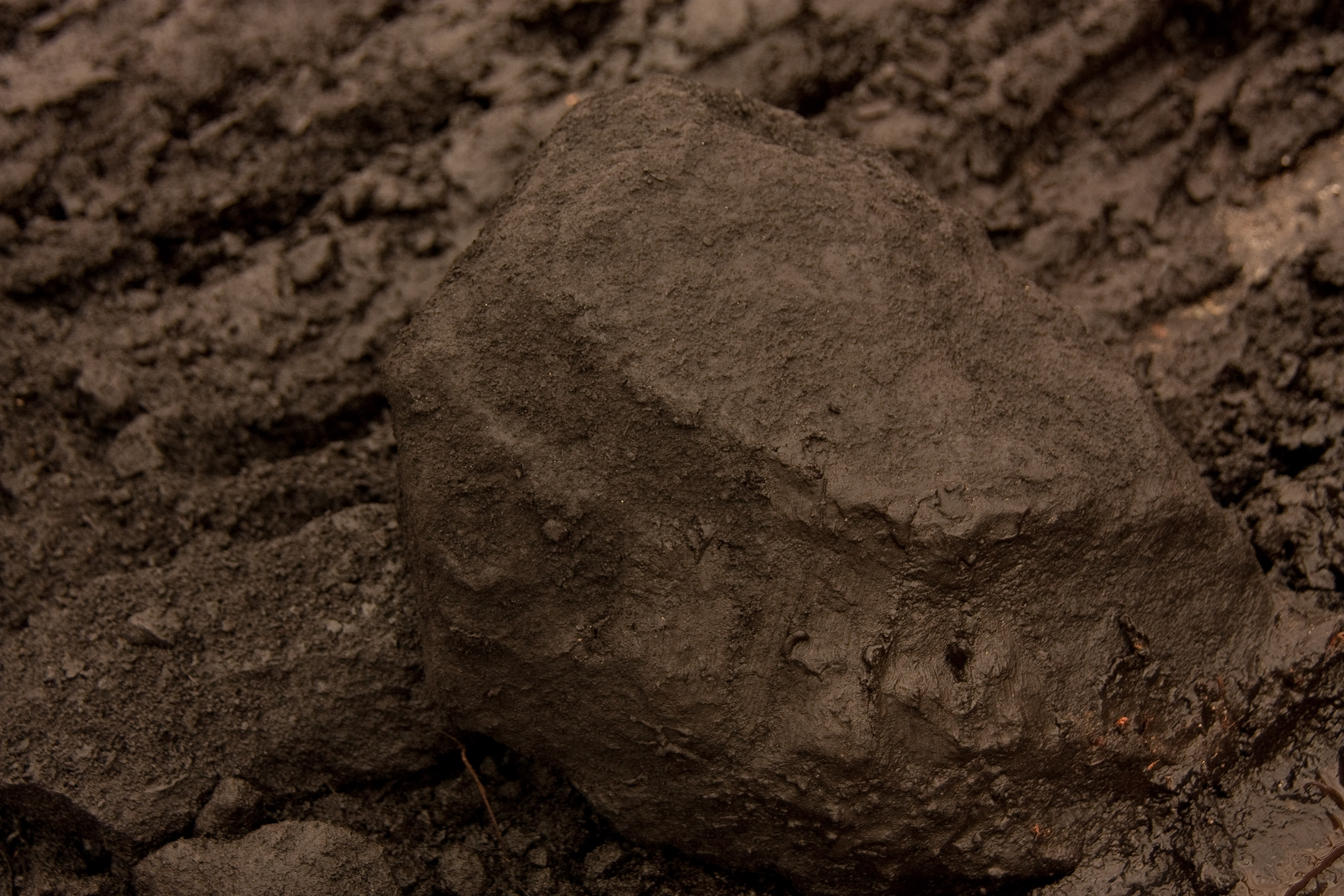
Bruinkool afkomstig uit de dagbouw Welzow-Süd in de elektriciteitscentrale Klingenberg in Berlijn

Bruinkool is een fossiele brandstof die bestaat uit plantenresten die in diepe aardlagen tot koolstof en andere scheikundige verbindingen worden omgezet.

## Beschrijving
Bruinkool, en vooral de geologisch minst oude bruinkoolsoort spriet, wordt soms ook 'ligniet' genoemd. Ligniet is echter een geologische term en duidt op geologisch afzettingsmateriaal dat ook in niet-exploiteerbare hoeveelheden (en vervuild door andere materialen) voorkomt. Bruinkool echter is een spreektaalterm die altijd een delfstof aanduidt: bruinkool is een vorm van ligniet die zuiver genoeg is om exploitatie economisch te verantwoorden.
Bruinkool bestaat uit afzettingen van plantenresten die in het geologisch verleden langdurig aan hoge druk en warmte zijn blootgesteld. De transformatie door toenemende blootstelling aan druk en temperatuur van veen veroorzaakt eerst bruinkool, dan steenkool, daarna antraciet en ten slotte grafiet. Bij verdere compressie van grafiet zou diamant kunnen ontstaan. Droge bruinkool bevat tot 75% koolstof. Ter vergelijking: droge turf bevat tot 60% koolstof en antraciet tot 95% koolstof.
Bruinkool heeft een hoog zwavelgehalte. Verbranding van bruinkool in verouderde elektriciteitscentrales (met name in Oost-Europa) draagt daarom bij aan zure regen. In moderne bruinkoolcentrales wordt de zwaveluitstoot grotendeels afgefilterd.
Er zijn twee soorten bruinkool:
1. Zachte bruinkool of (geologisch) xyloide ligniet, waartoe (soms) onversteend fossiel hout (xyliet of ingekoolde stukken hout) en de brandstof spriet worden gerekend.
2. Compact ligniet (perfect ligniet); de geologisch oudste bruinkool.

## Winning
In Europa wordt bruinkool vooral gewonnen in Duitsland. Er zijn in dat land economisch winbare voorraden ter grootte van 40 miljard ton. Bij een jaarlijks gelijke blijvende productie van 166 miljoen ton is dit voldoende voor 240 jaar. Deze bruinkool is te vinden op dieptes van 100 tot 500 m onder het aardoppervlak en wordt voor 90 % in dagbouw gewonnen. Dit is eenvoudiger dan de winning van de dieper gelegen steenkool met schachtbouw. Om de dagbouwgroeves droog te houden wordt grondwater weggepompt. Dit zorgt voor verdroging van omliggende landbouw- en natuurgebieden. Een ander nadeel van de bruinkoolwinning door middel van dagbouw is de permanente beschadiging van het landschap. Hele dorpen worden verhuisd omdat ze op een bruinkoollaag liggen. Het afgegraven terrein is na recultivatie (terugstorten van löss en zand) na zeven jaar weer rijp voor bos- en landbouw. Echter het is pas na twintig jaar voldoende ingedikt voor stenen bebouwing. De verhuisde bewoners keren dan meestal niet meer terug, omdat ze elders ingeburgerd zijn.

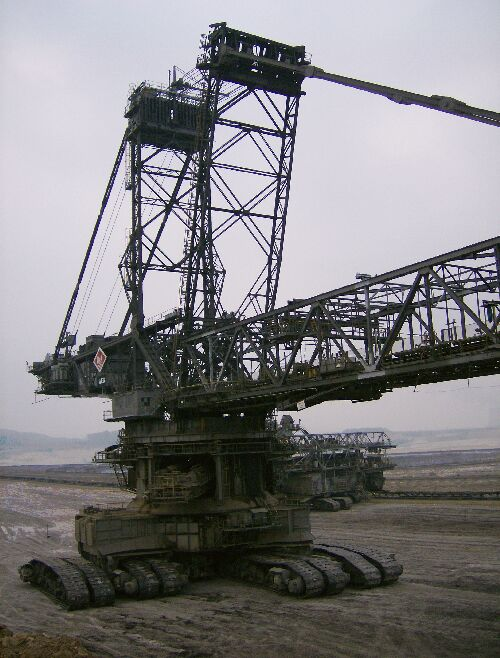
Grondafgravingsmachine bij Schleiden (Duitsland)
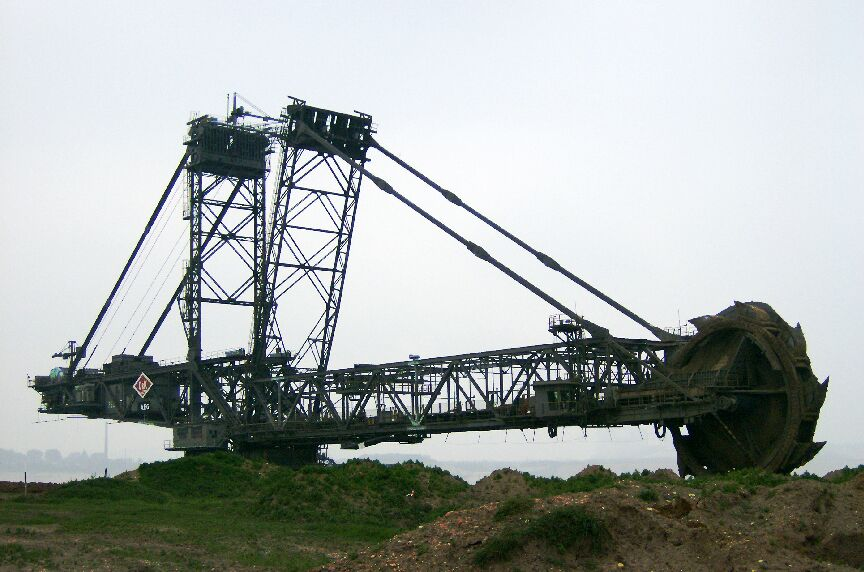
Dagbouw bij Inden (Duitsland)
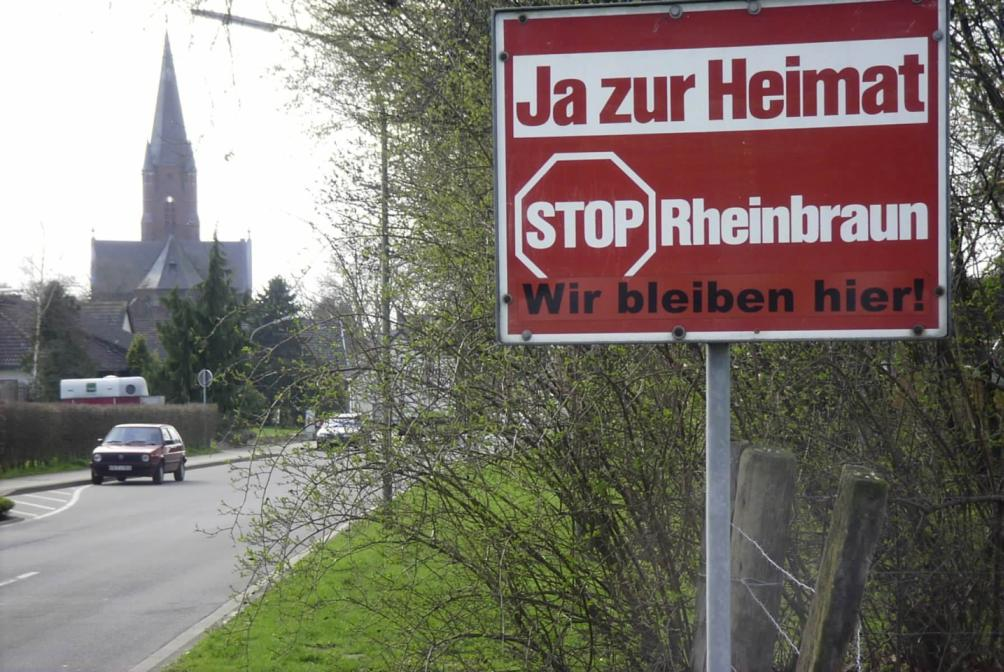
Protest tegen de verhuizing van het dorp Holzweiler bij de Garzweiler groeve.

## Bruinkool in Nederland
In Nederland komt in Limburg bruinkool voor in de Ville Formatie uit het Mioceen. In de 20e eeuw vond bruinkoolwinning op bescheiden schaal plaats in Nederland. Aangewakkerd door de hoge steenkoolprijzen tijdens de Eerste Wereldoorlog werd het voor enkele ondernemers lucratief om er bruinkool te ontginnen. Concessies werden verleend op de Graetheide (Louisegroeve I en II) bij Geleen, in Brunssum (Energie, Brunahilde II en de niet ontgonnen Brunahilde I), Heerlerheide (Carisborg I en II), Eygelshoven (Herman) en Haanrade (Anna).

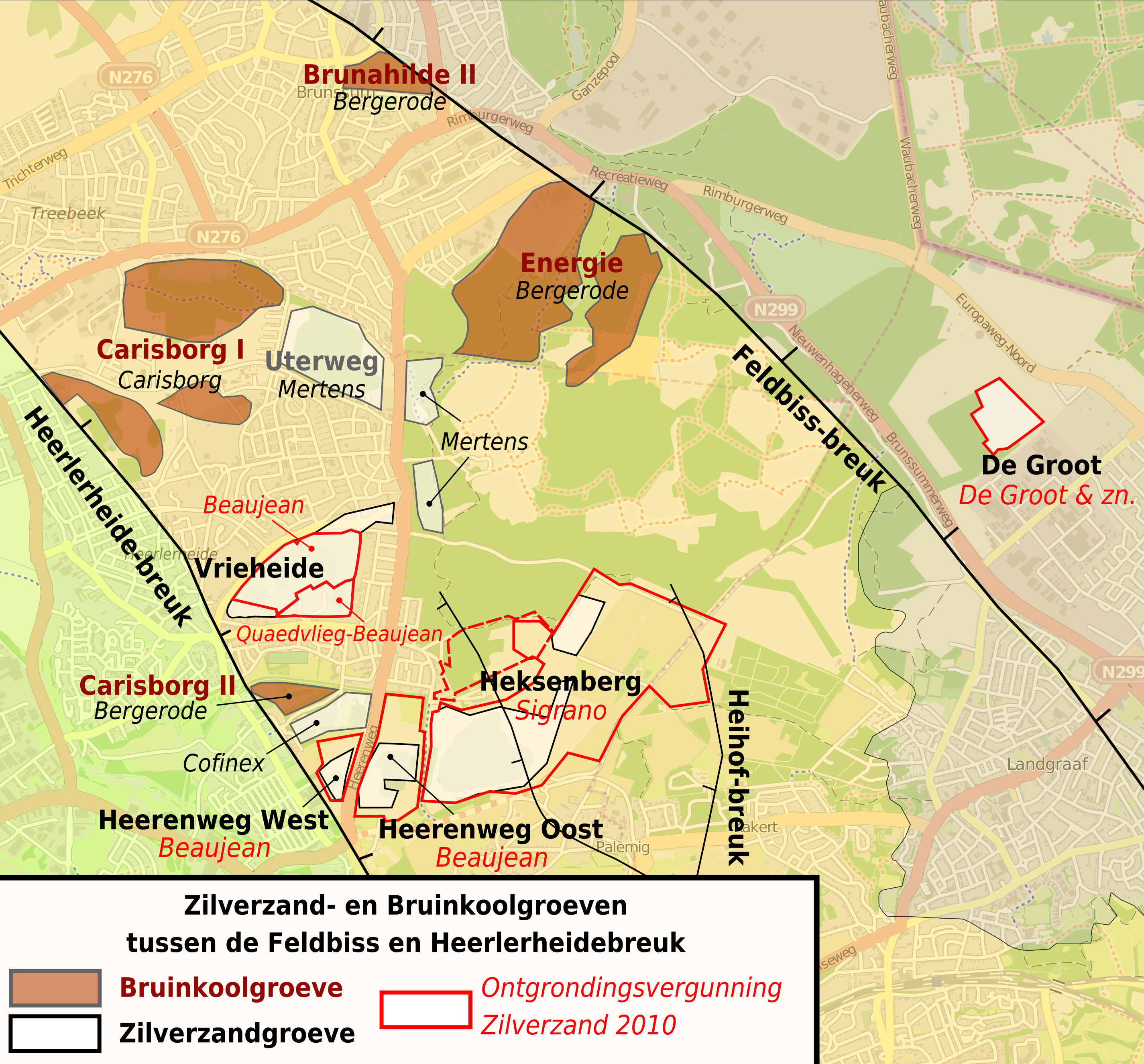
Bruinkool- en zilverzandgroeven tussen de Feldbiss en de Breuk van Heerlerheide
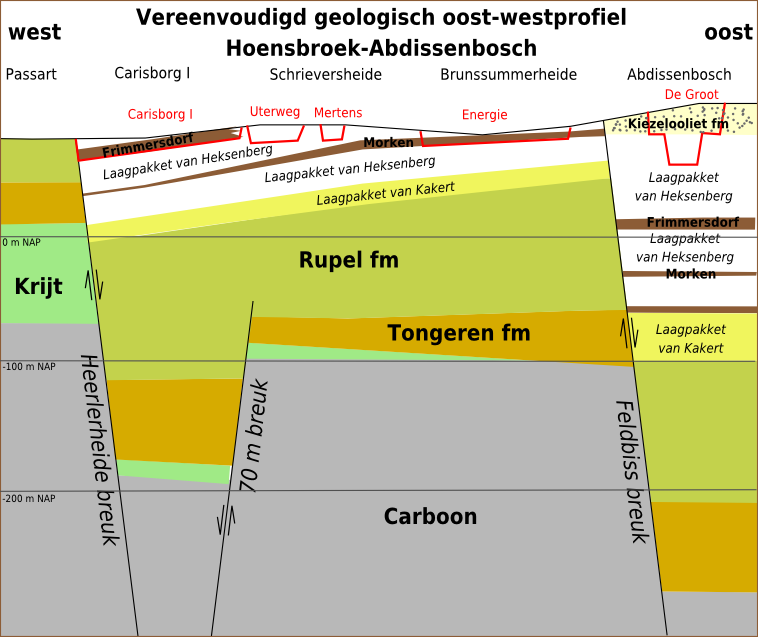
Geologisch profiel

## Gebruik

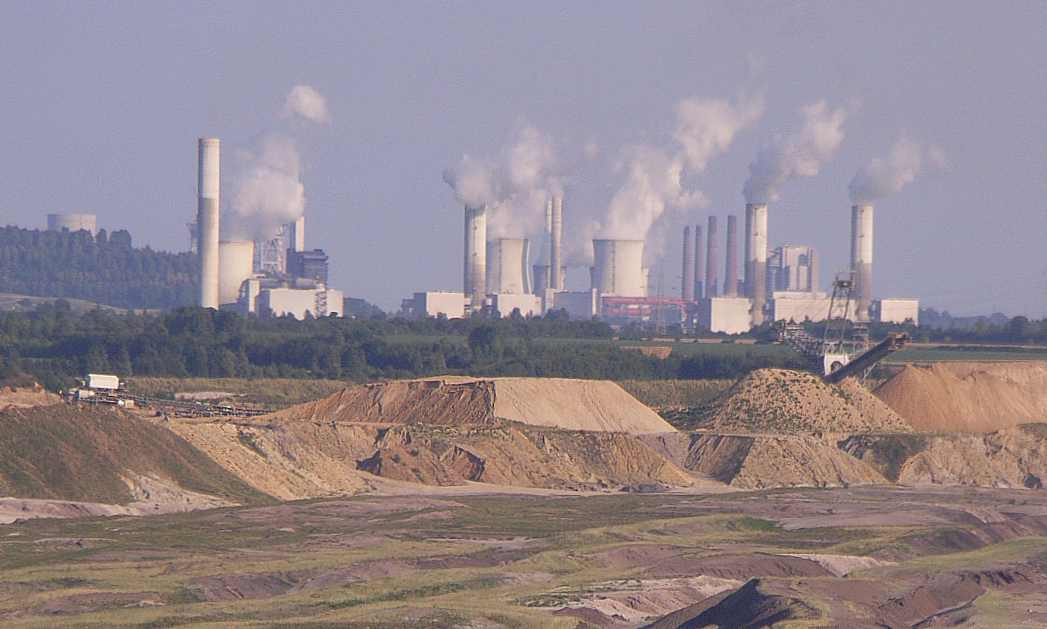
Bruinkoolelektriciteitscentrale Frimmersdorf

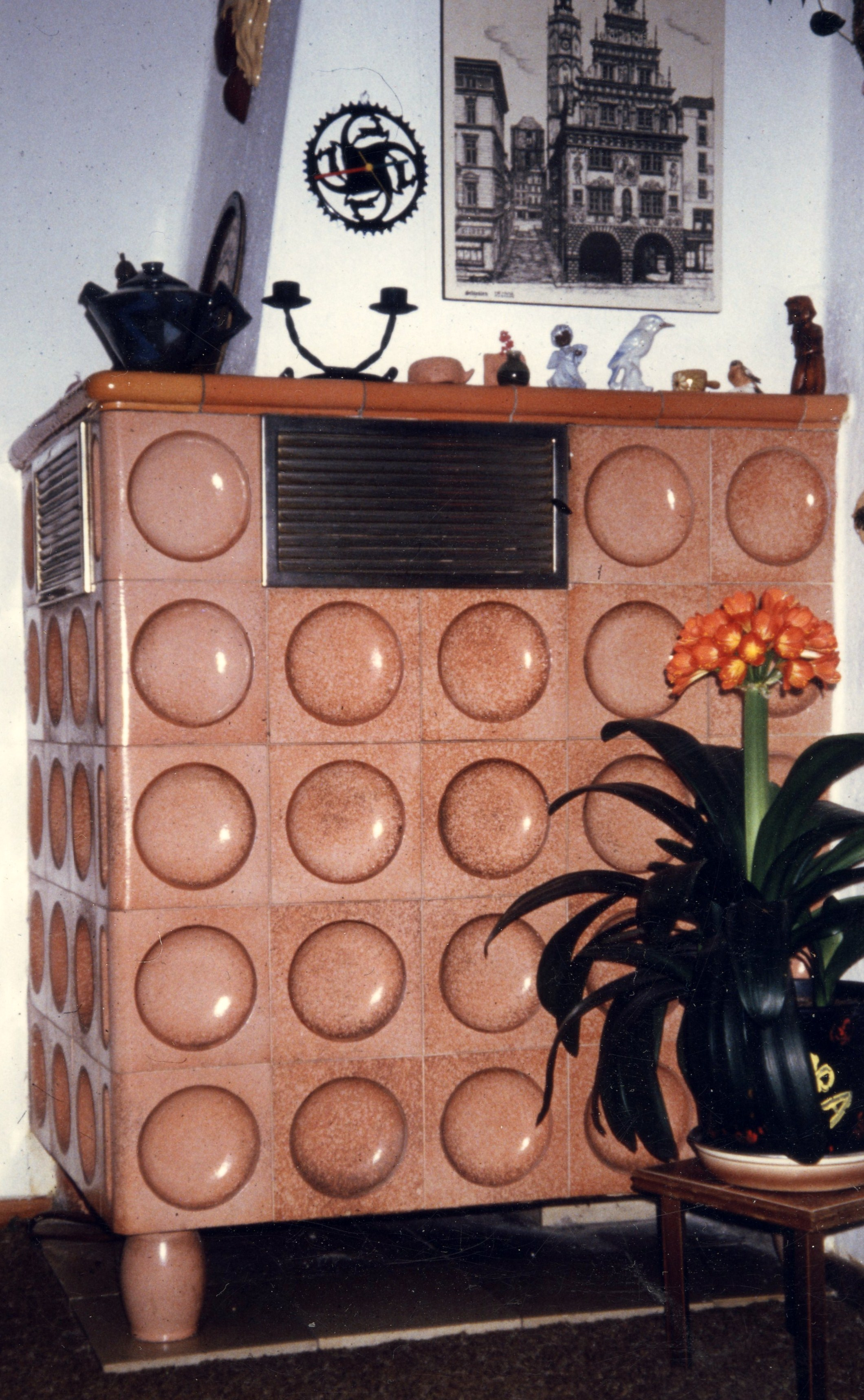
Tegelkachel in Duitsland

Bruinkool wordt gebruikt voor huisverwarming en elektriciteitsopwekking. In Duitsland wordt bruinkool nog sporadisch voor huisverwarming gestookt in tegelkachels, met name in de vroegere DDR gebeurde dit. Tussen 1990 en 2013 nam het verbruik van bruinkool in huishoudens af met 95%. Daar in de DDR, en vroeger ook elders, werden van bruinkool ook briketten gemaakt die veel in kolenkachels gebruikt werden.
Verreweg de meeste bruinkool wordt gebruikt voor elektriciteitsopwekking. Uit praktische overwegingen staan in Duitsland centrales vlak bij bruinkoolgroeves. De bruinkool wordt er door een lopende band rechtstreeks van de groeve naar de centrale gevoerd. Omdat bruinkool een lage energiedichtheid heeft en meer vocht bevat dan steenkolen is de koolstofdioxide-uitstoot fors hoger.
In de VS is door o.a. Southern Company een methode, TRIG-technologie (Transport Integrated Gassification), ontwikkeld om bruinkool te vergassen bij lagere temperaturen dan een conventionele vergasser (980 °C in plaats van 1.300 tot 1.500 °C). Voordeel van deze methode is dat er veel minder slakken ontstaan in de installatie door de lagere toegepaste temperatuur. Hierdoor is het mogelijk om laagwaardiger kolen toch uitstekend te vergassen. In een conventionele vergasser is dat niet mogelijk door de grote slakopbrengst als gevolg van de hoge temperaturen.

## Gevolgen voor het klimaat
Bruinkool zorgt, zoals elke koolstofhoudende brandstof, bij de opwekking van elektriciteit voor uitstoot van CO2. Die uitstoot is gelijk aan hout en ligt anderhalve maal hoger per geproduceerde kWh dan bij aardolie en tot twee keer hoger dan bij gas.
In Duitsland is het verbruik van bruinkool ten gevolge van sluiting van kerncentrales en de energiecrisis als gevolg van de oorlog in Oekraïne weer toegenomen: het aandeel in de Duitse energiemix voor de productie van elektriciteit bereikte in 2022 opnieuw 20 %.
De verdere ontginning van bruinkool past ook in de beleidsdoelstellingen van de Duitse steenkooluitstap (Braunkohleausstieg). Een van de grote bruinkoolexploitanten, de energieondernemimg RWE, is met het ministerie van Economische Zaken in Berlijn en het deelstaatministerie in Noordrijn-Westfalen overeengekomen dat de ontginning acht jaar eerder dan aanvankelijk afgesproken, namelijk in 2030, reeds zou worden stopgezet. Dit zou ondertussen leiden tot meer bruinkoolverbruik en meer uitstoot van broeikasgassen. De klimaatbeweging in Duitsland ging over tot bezetting van het voor afgraving bestemde dorp Lützerath, nadat de oorspronkelijke bewoners waren uitgekocht en vertrokken. Het bezette dorp werd in januari 2023 ontruimd ondanks protesten en internationale media-aandacht.

## Eigenschappen
- Dichtheid (kg/m3): 1050-1250
- Energetische waarde (MJ/kg): 15-20

## Afbeeldingen

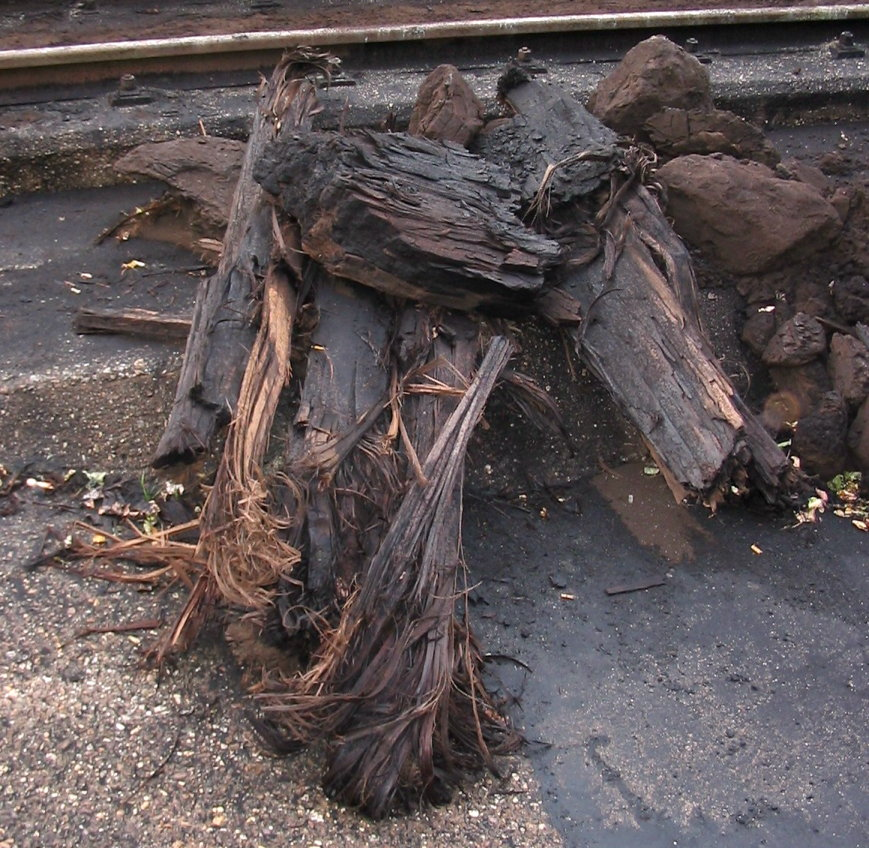
Houtfragmenten (Xyliet) in bruinkool door niet volledig doorlopen inkoling
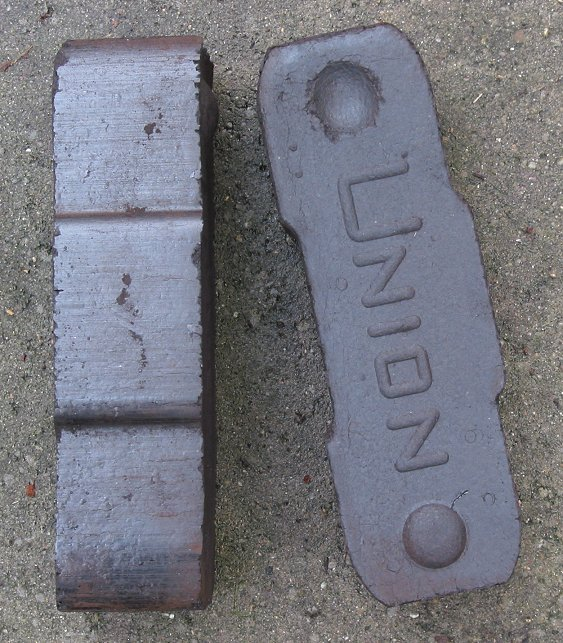
Een bruinkoolbriket voor huisverwarming